# Tony Awards 2015
Die Verleihung des Tony Award 2015 (69th Annual Tony Awards) fand am 7. Juni 2015 in der Radio City Music Hall in New York City statt und wurde live vom Sender CBS übertragen. Ausgezeichnet wurden Theaterstücke und Musicals der Saison 2014/15, die am Broadway bis zum 23. April 2015 eröffneten. Die Nominierungen wurden am 28. April 2015 bekannt gegeben. Die Moderation der Verleihung übernahmen Kristin Chenoweth und Alan Cumming. Die 2008 eingeführten Kategorien Bestes Sounddesign und Bestes Sounddesign (Musical) wurden nicht mehr vergeben, da sie im Zuge von Regeländerungen nach der Verleihung 2014 abgeschafft wurden. Im Rahmen des Special Tony Award können aber weiterhin außergewöhnliche Leistungen in diesem Bereich honoriert werden.

## Gewinner und Nominierte

### Theaterstücke
| Meiste Tonys         | The Curious Incident of the Dog in the Night-Time (5 Tonys) |
| Meiste Nominierungen | Wolf Hall Parts One & Two (8 Nominierungen)                 |

| Kategorie                                | Preisträger                                       | Theaterstück                                                              | Nominierungen |
| Bestes Theaterstück                      |                                                   | The Curious Incident of the Dog in the Night-Time                         | Disgraced Hand to God Wolf Hall Parts One & Two |
| Beste Wiederaufnahme eines Theaterstücks |                                                   | Skylight                                                                  | The Elephant Man This is Our Youth You Can't Take It With You |
| Bester Hauptdarsteller                   | Alex Sharp                                        | The Curious Incident of the Dog in the Night-Time (als Christopher Boone) | Steven Boyer für Hand to God Bradley Cooper für The Elephant Man Ben Miles für Wolf Hall Parts One & Two Bill Nighy für Skylight                                                      |
| Beste Hauptdarstellerin                  | Helen Mirren                                      | The Audience (als Queen Elizabeth II)                                     | Geneva Carr für Hand to God Elisabeth Moss für The Heidi Chronicles Carey Mulligan für Skylight Ruth Wilson für Constellations                                                        |
| Bester Nebendarsteller                   | Richard McCabe                                    | The Audience                                                              | Matthew Beard für Skylight K. Todd Freeman für Airline Highway Alessandro Nivola für The Elephant Man Nathaniel Parker für Wolf Hall Parts One & Two Micah Stock für It's Only a Play |
| Beste Nebendarstellerin                  | Annaleigh Ashford                                 | You Can’t Take It with You                                                | Patricia Clarkson für The Elephant Man Lydia Leonard für Wolf Hall Parts One & Two Sarah Stiles für Hand to God Julie White für Airline Highway                                       |
| Beste Theaterregie                       | Marianne Elliott                                  | The Curious Incident of the Dog in the Night-Time                         | Stephen Daldry für Skylight Scott Ellis für You Can’t Take It with You Jeremy Herrin für Wolf Hall Parts One & Two Moritz von Stuelpnagel für Hand to God                             |
| Bestes Bühnenbild                        | Bunny Christie und Finn Ross                      | The Curious Incident of the Dog in the Night-Time                         | Bob Crowley für Skylight Christopher Oram für Wolf Hall Parts One & Two David Rockwell für You Can’t Take It with You                                                                 |
| Beste Kostüme                            | Christopher Oram                                  | Wolf Hall Parts One & Two                                                 | Bob Crowley für The Audience Jane Greenwood für You Can’t Take It with You David Zinn für Airline Highway                                                                             |
| Bestes Lichtdesign                       | Paule Constable                                   | The Curious Incident of the Dog in the Night-Time                         | Paule Constable und David Plater für Wolf Hall Parts One & Two Natasha Katz für Skylight Japhy Weideman für Airline Highway                                                           |
| Tony Honors for Excellence in Theatre    | Arnold Abramson Adrian Bryan-Brown Gene O’Donovan |                                                                           | |
| Special Tony Award                       | John Cameron Mitchell Tommy Tune                  |                                                                           | |
| Isabelle Stevenson Award                 | Stephen Schwartz                                  |                                                                           | |
| Regional Theatre Tony Award              | Cleveland Play House, Cleveland                   |                                                                           | |

### Musicals
| Meiste Tonys         | Fun Home (5 Tonys)                                      |
| Meiste Nominierungen | An American in Paris und Fun Home (je 12 Nominierungen) |

| Kategorie                                             | Preisträger                                      | Musical              | Nominierungen |
| Bestes Musical                                        |                                                  | Fun Home             | An American in Paris Something Rotten! The Visit |
| Bestes Musicallibretto                                | Lisa Kron                                        | Fun Home             | Craig Lucas für An American in Paris Karey Kirkpatrick und John O’Farrel für Something Rotten! Terrence McNally für The Visit                                                                                        |
| Beste Originalmusik eines Musicals oder Theaterstücks | Musik: Jeanine Tesori, Text: Lisa Kron           | Fun Home             | Musik und Text: Sting für The Last Ship Text und Musik: Wayne Kirkpatrick und Karey Kirkpatrick für Something Rotten! Musik: John Kander, Text: Fred Ebb für The Visit                                               |
| Beste Wiederaufnahme eines Musicals                   |                                                  | The King and I       | On the Town On the Twentieth Century |
| Bester Hauptdarsteller                                | Michael Cerveris                                 | Fun Home             | Robert Fairchild für An American in Paris Brian d’Arcy James für Something Rotten! Ken Watanabe für The King and I Tony Yazbeck für On the Town                                                                      |
| Beste Hauptdarstellerin                               | Kelli O’Hara                                     | The King and I       | Kristin Chenoweth für On the Twentieth Century Leanne Cope für An American in Paris Beth Malone für Fun Home Chita Rivera für The Visit                                                                              |
| Bester Nebendarsteller                                | Christian Borle                                  | Something Rotten!    | Andy Karl für On the Twentieth Century Brad Oscar für Something Rotten! Brandon Uranowitz für An American in Paris Max von Essen für An American in Paris                                                            |
| Beste Nebendarstellerin                               | Ruthie Ann Miles                                 | The King and I       | Victoria Clark für Gigi Judy Kuhn für Fun Home Sydney Lucas für Fun Home Emily Skeggs für Fun Home |
| Beste Musicalregie                                    | Sam Gold                                         | Fun Home             | Casey Nicholaw für Something Rotten! John Rando für On the Town Bartlett Sher für The King and I Christopher Wheeldon für An American in Paris                                                                       |
| Beste Choreographie                                   | Christopher Wheeldon                             | An American in Paris | Joshua Bergasse für On the Town Christopher Gattelli für The King and I Scott Graham, Steven Hoggett und Frantic Assembly für The Curious Incident of the Dog in the Night-Time Casey Nicholaw für Something Rotten! |
| Beste Orchestrierung                                  | Christopher Austin, Don Sebesky und Bill Elliott | An American in Paris | John Clancy für Fun Home Larry Hochman für Something Rotten! Rob Mathes für The Last Ship |
| Bestes Bühnenbild                                     | Bob Crowley                                      | An American in Paris | David Rockwell für On the Twentieth Century Michael Yeargan für The King and I David Zinn für Fun Home |
| Beste Kostüme                                         | Catherine Zuber                                  | The King and I       | Gregg Barnes für Something Rotten! Bob Crowley für An American in Paris William Ivey Long für On the Twentieth Century                                                                                               |
| Bestes Lichtdesign                                    | Natasha Katz                                     | An American in Paris | Donald Holder für The King and I Ben Stanton für Fun Home Japhy Weideman für The Visit |